# فيكتور لونا
فيكتور لونا (بالإسبانية: Víctor Luna)‏ هو لاعب كرة قدم مكسيكي، ولد في 8 مايو 1931 في غوادالاخارا في المكسيك، وتوفي في 1986. لعب مع نادي غوادالاخارا.